# برنارد السابع، كونت أرمانياك
برنارد السابع، كونت أرمانياك (بالفرنسية: Bernard VII d'Armagnac)‏ (1360 - 12 يونيو 1418)؛ كان كونت أرمانياك وكونستابل فرنسا، هو ابن جان الثاني كونت أرمانياك وجين دي بيرغورد، أصبح كونت أرمانياك بعد وفاة أخيه جان الثالث في 1391، وبعد صراع طويل أصبح كونت كُومنجا.
قاد برنارد جزء من القوات أخيه التي غزت مملكة مايوركا شمال كاتالونيا في أواخر 1390، في محاولة للاستيلاء على كونتية روسيون.
تزوج برنارد من بون أرملة أميديو السابع، كونت سافوي وحفيدة جان الثاني ملك فرنسا، اكتسب نفوذه لأول مرة في البلاط الفرنسي عندما تزوج لويس، دوق أورليان من فالنتينا فيسكونتي ابنة جان غالياتسو فيسكونتي، دوق ميلانو، في حين تزوجت شقيقته بياتريس من قريبها كارلو.
بعد اغتيال لويس في 1407، ظل أرمانياك مرتبط بفصيل أورليان؛ حيث زوج ابنته بون من دوق أورليان في 1410، وأصبح زعيم الفخري لفصيل الذي عارض البرغونيين تحت قيادة جان الشجاع، مما أدى إلى الحرب الأهلية بين أرمانياك-البرعونية؛ وبذلك أصبح هذا الفصيل يُعرف بـ فصيل أرمانياك.
أصبح برنارد كونستابل في 1415 بعد مقتل قريبه شارل الأول دي ألبرت في معركة أجينكور، وأيضا كان رئيس حكومة الدوفين وفي المستقبل شارل السابع ملك فرنسا، ولكن في ليلة 28 إلى 29 مايو 1418 قام البرغونيين المتحالفون مع الإنجليز بغزو باريس، وكان برنارد الذي قُتل في 12 يونيو من نفس العام واحداً من أولى ضحايا الذين قتلوا في مجازر الذي تجاوز عددها أكثر 550 شخصاً سواءا أكان من أتباع الأعداء أو المشتبه بهم في غصون أسابيع طوال الصيف.

## الذرية
تزوج برنارد من بون ابنة جان دوق بيري؛ وكان لديهم أربعة أبناء:-
- جان الرابع، كونت أرمانياك؛ خلفه.
- آن؛ تزوج من شارل الثاني دي ألبرت.
- بون؛ تزوج من شارل دوق أورليان.
- برنارد، كونت باردياك؛ تزوج من إليانور وريثة لامارش.